# アンビシャス (不動産会社)
株式会社アンビシャスは、日本の不動産会社。2004年7月28日に、安倍徹夫が中心となって起業。

## テレビ番組
- 日経スペシャル ガイアの夜明け マンション激変 ～始まった値引き合戦の裏側～（2008年6月17日、テレビ東京）[2] - 首都圏郊外にファミリータイプのマンションを展開する中堅デベロッパーを取材。